# قلعة أوشي

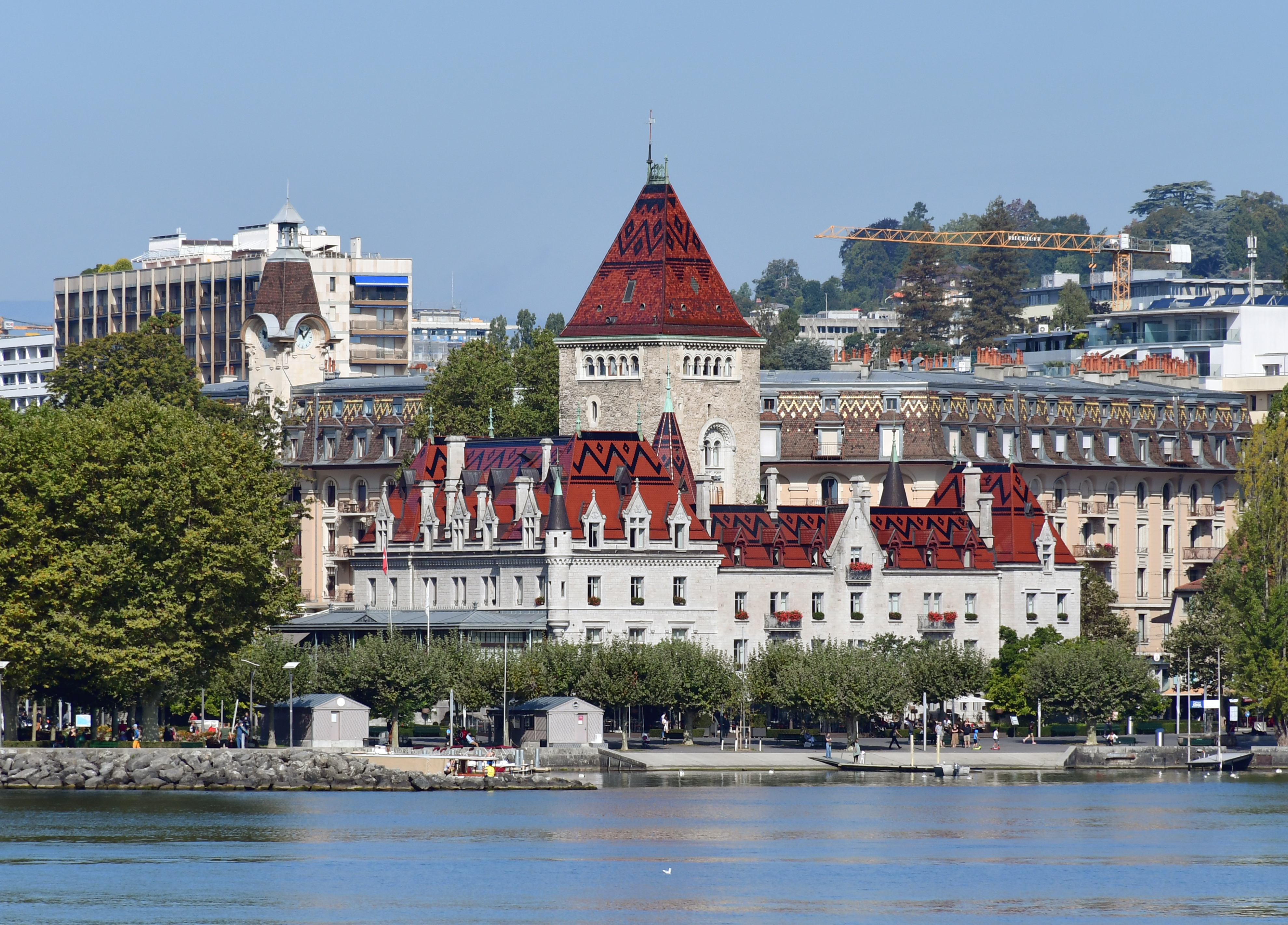
قلعة شاتو في عام 2019.

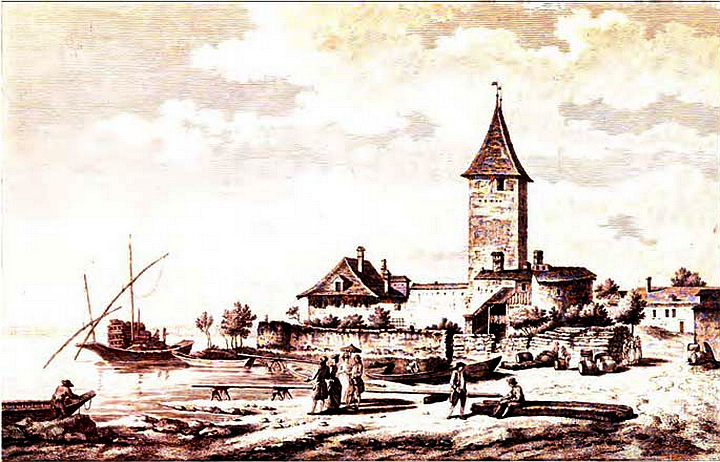
المرفأ والقلعة ، 1784.

قلعة أوشي (بالفرنسية: Château d'Ouchy) هو فندق مبني على موقع قلعة قديمة من العصور الوسطى في لوزان ، سويسرا من قبل رجل الأعمال:جُان-جاك ميرسييه Jean-Jacques Mercier بين عامي 1889 و 1893.
وهو ملك لقسم الفنادق في مؤسسة عائلة ساندوز Sandoz Family Foundation .

## التاريخ
تم تشييده أولاً من قبل أسقف لوزان كبرج على ضفاف بحيرة ليمان حوالي عام 1170. بعد قرن من الزمان، تم إعادة بنائه وتحويله إلى مقر محصن للأساقفة، خاصة بالنسبة إلى غيوم دو فاراكس Guillaume de Varax . كان يستخدم أيضا كسجن. تم إهمال القلعة وتحول برجها إلى رماد في عام 1609. استعادها كانتون فود بعد رحيل البيرنيين وباع جزءًا من الأرض لجان-جاك ميرسييه في عام 1885. قام المالك الجديد بتحويل القلعة جذريًا عن طريق هدم الآثار والمباني القديمة، ولم يتبق سوى البرج.
أعيد بناء القلعة على الطراز القوطي الجديد بين عامي 1889 و 1893 وتم تحويلها إلى فندق.

## مميزات
- 50 غرفة بما في ذلك أجنحة تطل على بحيرة جنيف.
- مطعم واحد "Le Château d'Ouchy" وحانة.
- مسبح خارجي وغرفة بخار وساونا.
- قاعات استقبال للمؤتمرات وحفلات الاستقبال وحفلات الكوكتيل وحفلات الزفاف.
- إمكانية الوصول إلى Cinq Mondes SPA في Beau-Rivage Palace .

## مطاعم
- مطعم "Château d'Ouchy" (الشيف: سيباستيان راوخ)
- الحانة
- خدمة تناول الطعام داخل الغرفة

## معرض صور

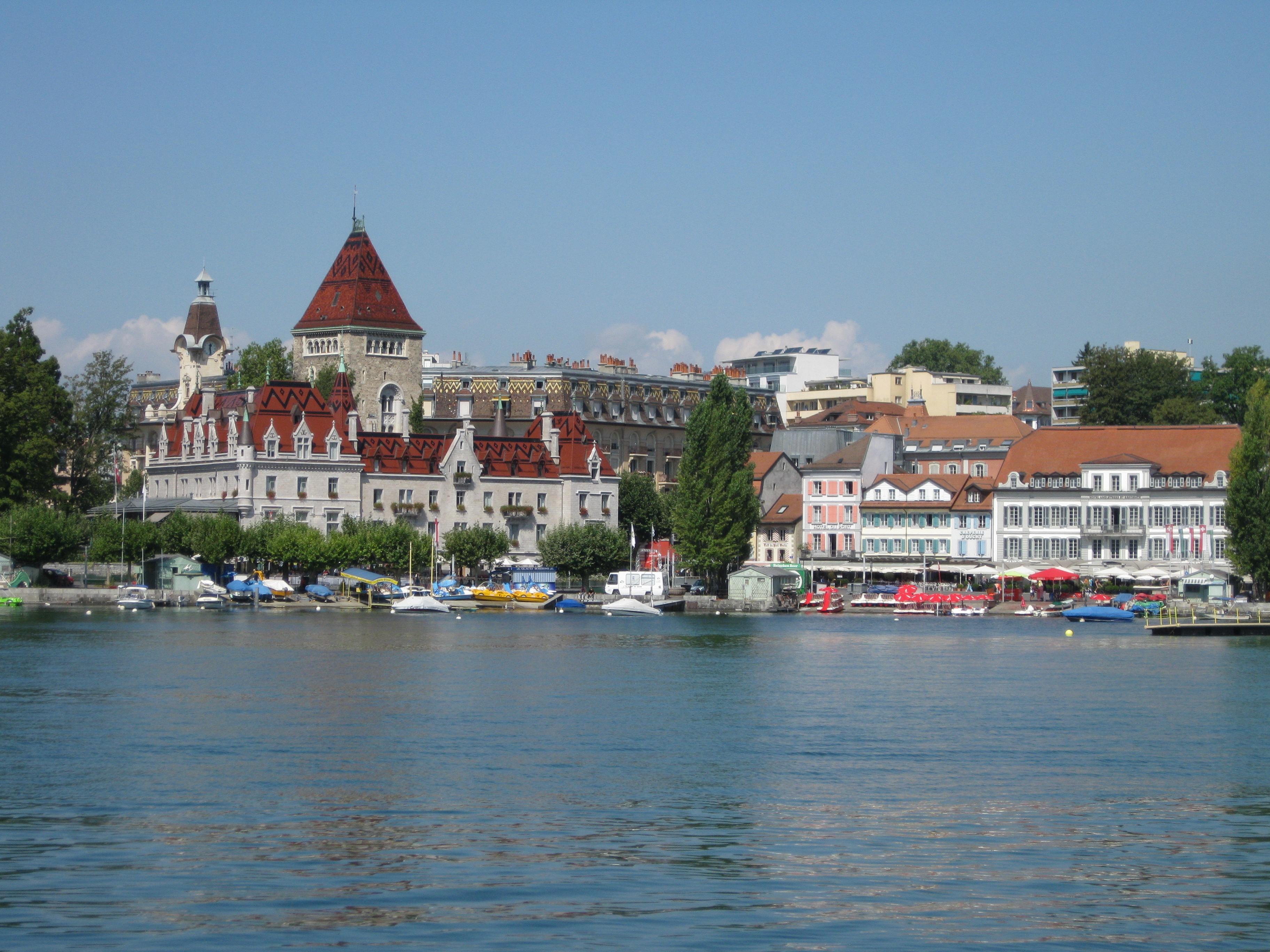
القصر كما يبدو من البحيرة.
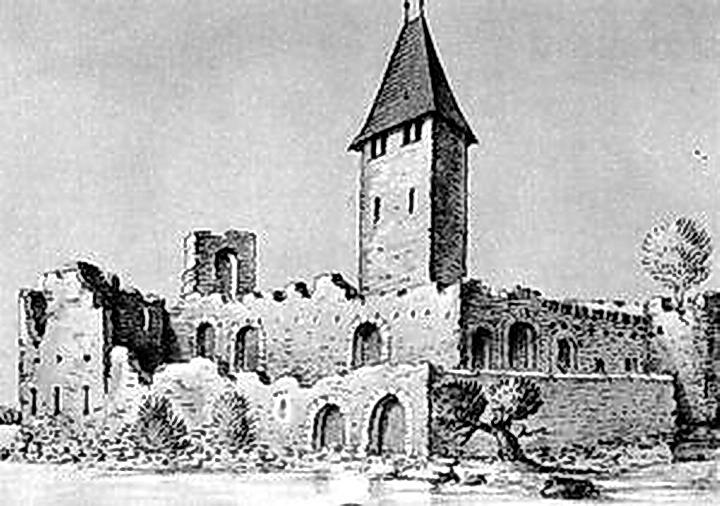
القصر كما يبدو في عام 1669م.
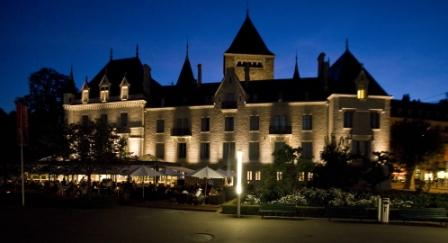
واجهة القصر ليلًا